# René Drouard du Bousset
Pour les articles homonymes, voir Drouard.
René Drouard du Bousset (11 septembre 1703 − 19 mai 1760) fut un important organiste français, coorganiste de la cathédrale Notre-Dame de Paris. Pendant la même période (1756-1760), il tint l'orgue de l'église Saint-Merri, à Paris (il fut nommé survivancier du titulaire, Nicolas-Gilles Forqueray, à partir de 1756). Il est le fils du compositeur et chanteur Jean -Baptiste de Bousset et de Marguerite de Sequeville.

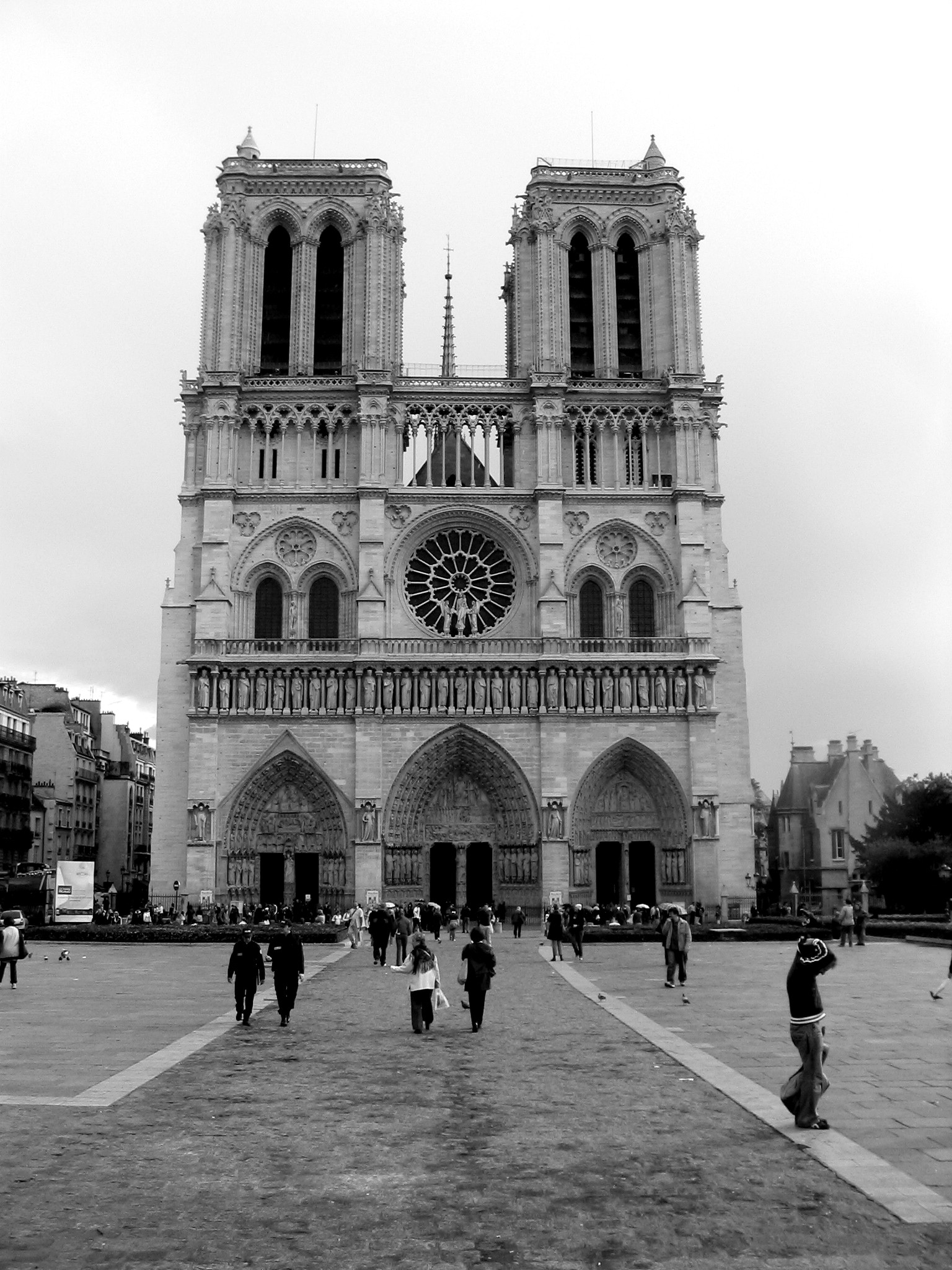
Cathédrale Notre-Dame de Paris

Janséniste, il fut un des plus ardents partisans des « convulsionnaires », forme tardive qu'avait prise ce courant de pensée religieux, né au XVIIe siècle et rejeté par le roi Louis XIV puis par l'orthodoxie catholique (Bulle Unigenitus, 1713). Le catalogue de ses œuvres, établi par Felicity Smith est publié par le CMBV en 2020.   

## Discographie
IIe ODE de M. Rousseau tirée du pseaume XVIII à deux voix, dessus & basse chantante avec la basse-continue, (1740), dans  Jean-Baptiste Rousseau Poésies mises en musique. Cécile Van Watter ; Guillaume Durant ; Ensemble Almazis, dir. Iakovos Pappas (7, 9 & 10 juillet 2020, MAG 358.427).